# 小行星5612
小行星5612（英語：5612 Nevskij）是一颗围绕太阳公转的小行星。1975年10月3日，柳德米拉·切爾尼赫在克里米亚发现了此天体。
这颗小行星的绝对星等为39.90119等。